# Cael Sanderson
Cael Norman Sanderson (* 20. Juni 1979 in Salt Lake City, Utah) ist ein ehemaliger US-amerikanischer Ringer.

## Werdegang
Cael Sanderson begann an der Wasatch High School in Heber, Utah, zusammen mit seinen drei Brüdern mit dem Ringen. Er wurde dort von seinem Vater Steve trainiert. 1997 begann er ein Studium an der Iowa State University und wurde ein sehr erfolgreicher Freistilringer im Hochschulbereich. Er gewann mehrere NCAA-Championships auf Staatenebene und auf Bundesebene. Seine Bilanz bei diesen Kämpfen war 159:0.
Auf der internationalen Ringermatte gab er bei den Junioren-Weltmeisterschaften (Cadets) 1994 in Frankfort (Illinois) mit dem Gewinn einer Bronzemedaille in der Klasse bis 55 kg Körpergewicht seinen Einstand. Als Senior war er erstmals bei den Universitäts-Weltmeisterschaften 2000 in Tokio am Start und wurde im Mittelgewicht vor dem Iraner Majid Khodaee Studentenweltmeister. Bei der US-amerikanischen Olympiaausscheidung (Trials) im Jahre 2000 scheiterte er an Mike Van Arsdale und bei der USA-Meisterschaft dieses Jahres musste er verletzt gegen Ray Brinzen aufgeben.
In den nächsten Jahren wurde er, inzwischen auch Mitglied des Sunkist Kids Wrestling Club, einem der besten US-amerikanischen Ringsportvereine, von Trainer Bobby Douglas gezielt auf die Olympischen Spiele 2004 vorbereitet. Bereits im Jahr 2003 zeigte es sich, dass dieses Vorhaben gelingen könnte, denn Cael wurde in diesem Jahr Vizeweltmeister im Mittelgewicht hinter Saschid Saschidow aus Russland. Im Jahre 2001 hatte er allerdings großes Pech, als er als Sieger der WM-Trials kuiz vor der Weltmeisterschaft wegen einer Verletzung passen musste. Auch im Jahre 2002 konnte er an der Weltmeisterschaft nicht teilnehmen, weil die Vereinigten Staaten zu den Weltmeisterschaften in Teheran keine Mannschaft entsandten.
Bei den Olympischen Spielen 2004 in Athen schaffte Cael mit Siegen über Magomed Kuruglijew, Kasachstan, Sergei Borchenko, Belarus, Majid Khodaee, Iran, Yoel Romero, Kuba und einem 3:1 über Moon Eui-jae aus Südkorea den Olympiasieg in der Mittelgewichtsklasse.
Nach den Olympischen Spielen 2004 trat Cael Sanderson die Nachfolge von Bobby Douglas als Cheftrainer an der Iowa State University an.

## Internationale Erfolge
(OS = Olympische Spiele, WM = Weltmeisterschaft, alle Wettbewerbe im Freistil, Mittelgewicht, bis 2001 bis 85 kg, ab 2002 bis 84 kg Körpergewicht (KG))
| Jahr | Platz | Wettbewerb                                                  | Gewichtsklasse      | |
| 1994 | 3.    | Junioren-Weltmeisterschaft (Cadets) in Frankfort (Illinois) | Klasse bis 55 kg KG | hinter Magomedali Magomedaliew, Russland und Nurlat Takirow, Kirgisistan und vor Rawnirwas Yadaw, Indien                                        |
| 1995 | 4.    | Junioren-Weltmeisterschaft (Cadets)                         | Klasse bis 65 kg KG | hinter Wadim Gigolajew, Russland, Shamil Gaidarow, Armenien und Omar Nauriew und vor Alireza Navaie, Iran                                       |
| 1999 | 1.    | Sunkist Kids Open in Tempe, Arizona                         | Mittel              | vor Justin Abdou, Kanada u. Aaron Simpson, USA                                                                                                  |
| 2000 | 1.    | Studentenweltmeisterschaften in Tokio                       | Mittel              | vor Majid Khodaee, Iran und Alexej Kaziew, Russland                                                                                             |
| 2002 | 1.    | Curt-Angle-Classics in New Orleans                          | Mittel              | vor Chadschimurad Magomedow, Russland |
| 2003 | 1.    | Manitoba Open                                               | Mittel              | vor Dikke Wolmaraus u. Curtis Southern, beide Kanada                                                                                            |
| 2003 | 2.    | World Cup in Boise/USA                                      | Mittel              | hinter Chadschimurad Gazalow, Russland u. vor Charles Burton, USA, André Backhaus u. David Bichinashvili, beide Deutschland                     |
| 2003 | 3.    | Pan American Games in Santo Domingo                         | Mittel              | hinter Yoel Romero, Kuba und Carl Rainville, Kanada und vor Luis Felipe Vivenes Urbanesa, Venezuela und Jose E. Betancourt Rosario, Domin. Rep. |
| 2003 | 2.    | WM in New York                                              | Mittel              | hinter Saschid Saschidow, Russland und vor Rewas Mindoraschwili, Georgien, Magomed Kuruglijew, Kasachstan und Yoel Romero                       |
| 2003 | 2.    | Titan-Games                                                 | Mittel              | hinter Saschid Saschidow, vor Semen Semenok, Belarus                                                                                            |
| 2004 | 2.    | „Iwan-Yarigin“-Memorial in Krasnojarsk                      | Mittel              | hinter Saschid Saschidow, vor Magomed Kuruglijew                                                                                                |
| 2004 | 1.    | Manitoba Open                                               | Mittel              | vor Andy Hrovat, USA u. Tony Baldwin, Kanada |
| 2004 | Gold  | OS in Athen                                                 | Mittel              | vor Moon Eui-jae, Südkorea, Saschid Saschidow, Yoel Romero, Majid Khodaee und Lazaros Loizidis, Griechenland                                    |

## Nationale Erfolge
| Jahr | Platz | Wettbewerb         | Gewichtsklasse |                                           |
| 1999 | 1.    | NCAA-Championships | Mittel         | vor Brandon Eggum u. Brad Vering          |
| 2000 | 1.    | NCAA-Championships | Mittel         | vor Versus Jones u. Brandon Eggum         |
| 2000 | 2.    | USA-Meisterschaft  | Mittel         | hinter Ray Brinzen u. vor Lee Fullhart    |
| 2001 | 1.    | NCAA-Championships | Mittel         | vor Daniel Cormier u. Victor Sveda        |
| 2001 | 1.    | USA-Meisterschaft  | Mittel         | vor Charles Burton u. Brandon Eggum       |
| 2001 | 1.    | WM-Trials          | Mittel         | vor Brandon Eggum                         |
| 2002 | 1.    | NCAA-Championships | Mittel         | vor Jon Trenge u. Nick Preston            |
| 2002 | 1.    | USA-Meisterschaft  | Mittel         | vor Lee Fullhart u. Charles Burton        |
| 2002 | 1.    | WM-Trials          | Mittel         | vor Lee Fullhart                          |
| 2003 | 1.    | USA-Meisterschaft  | Mittel         | vor Lee Fullhart u. Aaron Simpson         |
| 2003 | 1.    | WM-Trials          | Mittel         | vor Lee Fullhart                          |
| 2004 | 2.    | USA-Meisterschaft  | Mittel         | hinter Lee Fullhart u. vor Muhammed Lawal |
| 2004 | 1.    | Olympia-Trials     | Mittel         | vor Lee Fullhart und Muhammed Lawal       |

Anm.: NCAA-Championships = US-amerikanische Studentenmeisterschaft